# Casa Museo de las Cofradías (Puerto Lumbreras)
La casa Museo de las Cofradías se sitúa en la calle Francisco Tirado de la localidad de Puerto Lumbreras (Región de Murcia, España), junto a la Casa de los Duendes y próxima a la Iglesia Parroquial de Nuestra Señora del Rosario. Inaugurada en el año 2012, se emplaza en un edificio con una superficie de casi 1200 metros cuadrados repartidos en sótano, planta baja y dos pisos superiores.

## La Semana Santa de Puerto Lumbreras

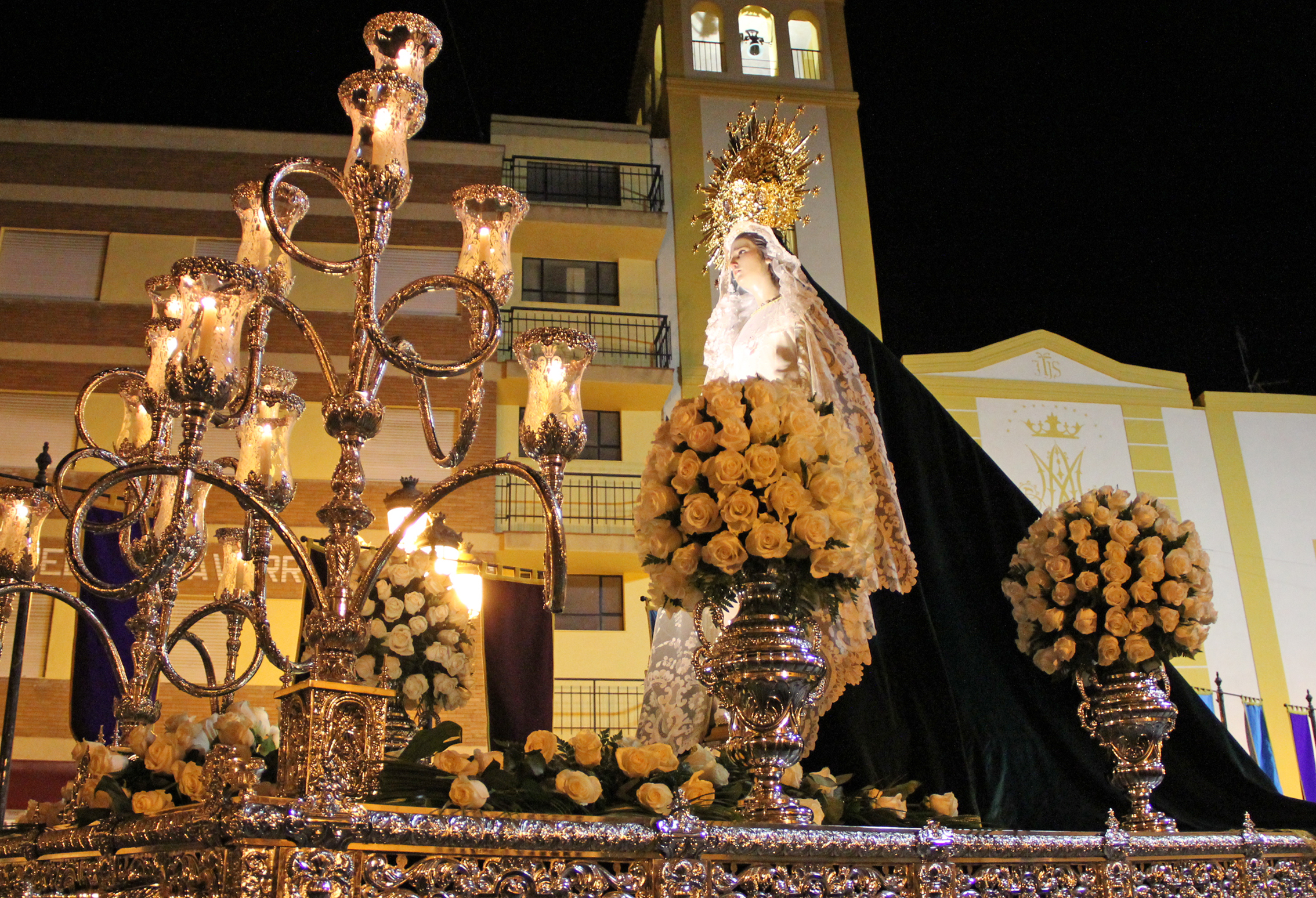
Procesión Ntro. Padre Jesús Nazareno del año 2012

Se celebran procesiones el Domingo de Ramos (Procesión del Pueblo Hebreo), el Miércoles Santo (Procesión de Nuestro Padre Jesús Nazareno), el Jueves Santo (Procesión del Silencio), el Viernes Santo (Procesión del Dolor y del Santo Entierro)  y el Domingo de Resurrección (Procesión del Encuentro).

Los actos más emotivos tienen lugar el Jueves Santo, procesión en la que el Stmo Cristo de la Fe recorre las calles en riguroso silencio, solo roto por su agrupación musical, con la única luz de sus numerosos nazarenos, el  Viernes Santo, día en el que celebra el tradicional Encuentro de Saetas en el que participan artistas de relevancia nacional, y el Domingo de Resurrección,  con el encuentro entre la Virgen de los Dolores,  el Cristo Resucitado y San Juan Evangelista, los dos últimos portados exclusivamente por mujeres.

## El Museo
Muestra algunos de los tronos e imágenes de la Semana Santa lumbrerense, junto a objetos antiguos relacionados con esta festividad, una selección de trajes y estandartes que desfilan en las procesiones, y los carteles creados en los últimos veinte años para anunciar la Semana Santa.

En la planta sótano se sitúa la Cofradía del Cristo de la Fe y María Santísima de la Piedad mientras que en la primera se exponen las colecciones de las cofradías de Nuestro Padre Jesús y la de la Virgen de Los Dolores. El edificio también dispone en el primer piso de otros espacios para despachos, una sala de usos múltiples y otra para archivo de documentos relacionados con la Semana Santa.

## Cofradías
Además del Museo, el edificio alberga la sede de las tres cofradías que procesionan la Semana Santa de Puerto Lumbreras: la Real e Ilustre Cofradía del Santísimo Cristo de la Fe y María Santísima de la Piedad, la Antigua y Venerable Cofradía de la Virgen de los Dolores y la Cofradía de Nuestro Padre Jesús Nazareno.